# Pfeiltaste

Tastatur mit Pfeiltasten (halb rechts unten)

Als Pfeiltasten, auch Cursortasten, werden die vier auf Computertastaturen meist in einem eigenen Block angeordneten Tasten mit Pfeilaufdruck bezeichnet. Sie befinden sich auf nahezu allen tastenorientierten Eingabegeräten. Meistens sind genau vier Pfeile für nach oben (aufwärts), unten (abwärts), links und rechts wie auf einem Kompass oder wie ein Siegertreppchen angeordnet. Selten stehen weniger oder mehr Pfeile zur Verfügung.

## Anordnung und Vorkommen
Die vier Standard-Pfeiltasten befinden sich normalerweise zwischen dem Haupttasten- und Ziffernblock in Form eines auf dem Kopf stehenden Ts. Dies sind:
- ← – links
- ↑ – aufwärts (nach oben)
- → – rechts
- ↓ – abwärts (nach unten)

Meist sind als Zweitbelegung auch Pfeiltasten im rechts benachbarten Ziffernblock auf den Tasten 4 (links), 8 (aufwärts), 6 (rechts) und 2 (abwärts) vorhanden, die nach Abschalten der Num-Funktion mittels Num-Taste benutzt werden können. Manchmal gibt es zusätzlich im Pfeiltastenblock auch noch Diagonalpfeilasten.
Die erste Tastatur, die Pfeiltasten im heutigen Layout hatte, war LK201 (siehe Weblinks) von DEC, die ab 1982 produziert wurde.

## Verwendung
Pfeiltasten dienen dazu, den Cursor zu bewegen. Sie finden bei jeder Art von Texteingabe Verwendung. Außerdem sind sie hilfreich, in menügestützten Anzeigen schnell den gewünschten Menüpunkt auswählen zu können. In Videospielen wird häufig eine Spielfigur mittels Pfeiltasten durch die Welt bewegt. Es steht dazu oft ein speziell für solche Spiele ausgelegter Controller zur Verfügung, bzw. ein Joystick, der sich auf die Pfeiltasten der Tastatur aufstecken lässt. Die Funktion der Steuerung der Figur erledigt inzwischen zum größten Teil das WASD Steuerkreuz. Bei der Bewältigung von kreativen Aufgaben wie Webdesign, 3D-Modellierung oder Bildbearbeitung sind Pfeiltasten nahezu unerlässlich, um Objekte zu verschieben, skalieren oder rotieren. In C++- oder C-Programmen können die Pfeiltasten mittels getch() mit ← = 75, ↑ = 72, → = 77 und ↓ = 80 abgefragt werden.